# Ferrovia Gyeongin
La ferrovia Gyeongin (경인선 - 京仁線, Gyeongin-seon), dove Gyeong (경, 京) indica la capitale Seul e in (인, 仁) indica la città di Incheon, il termine della linea, è una linea ferroviaria della Corea del Sud, utilizzata per tutta la sua lunghezza dalla linea 1 della metropolitana di Seul per collegare la capitale con Incheon, importante città facente parte dell'area metropolitana di Seul.

## Caratteristiche
- Lunghezza：27,0
- Scartamento：1435 mm
- Numero di stazioni：21
- Numero di binari
  - Binario quadruplicato：Guro - Dong-Incheon (25,1 km)
  - Doppio binario：Dong-Incheon - Incheon (1,9 km)
- Elettrificazione：tutta la linea, a corrente alternata a 25 kV a 60 Hz

## Storia
La linea Gyeongin è stata la prima linea ferroviaria realizzata sulla penisola coreana, aperta il 18 settembre 1899 la stazione di Noryangjin a Seul e la stazione di Gimcheon, a Incheon. Poco dopo, la ferrovia venne estesa oltre il fiume Han fino alla stazione di Seul, e oltre Geumcheon, fino al porto di Incheon. Quando la costruzione della linea Gyeongbu fra Seul e Pusan venne completata nel 1905, la sezione fra Guro e Seul fece parte della linea Gyeongbu, e la linea Gyeongin ebbe il suo termine ufficiale a Guro.
Dopo il colpo di Stato del 1961, il concilio supremo la ricostruzione nazionale avviò i piani quinquennali della Corea del Sud, che includevano un programma per completare lo sviluppo ferroviario e migliorare l'economia. A partire dal novembre 1963, vennero raddoppiati i binari fra la stazione di Yeongdeungpo e quella di Dong-Incheon.
La ferrovia fu una delle prime in Corea del Sud a essere elettrificata, con il sistema a catenaria a 25 kV in corrente alternata, nel 1974, in contemporanea con l'avvio della metropolitana di Seul. L'elettrificazione della seconda parte della linea, fra Guro e la stazione di Bupyeong, venne completata nel 1999, quindi fino alla stazione di Juan nel 2002 e per finire, gli ultimi 6,6 km fino a Incheon nel 2005.

## Servizi
Sulla linea operano fino a 10 treni all'ora durante l'orario di punta. Esistono quattro tipi di treni sulla linea:
- Locale: ferma in tutte le stazioni
- Espresso Gyeongwon (EGW): ferma in tutte le stazioni della linea e diventa espresso sulla linea Gyeongwon
- Espresso Gyeongin A (EGA): attivo solo la mattina in direzione Seul, parte dalla stazione di Dong-Incheon e salta alcune stazioni
- Espresso Gyeongin B (EGB): attivo durante la giornata, parte dalla stazione di Dong-Incheon e salta alcune stazioni

## Stazioni
| Numero stazione | Nome stazione | Distanza fra le stazioni (km) | Distanza totale (km) | EGW | EGA | EGB | Collegamenti | Posizione | | | | |
| Numero stazione | Alfabeto | Hangŭl | Distanza totale (km) | EGW | EGA | EGB | Hanja | | | | | |
| I treni locali, che fermano a tutte le stazioni, proseguono sulla linea Gyeongbu e quindi sulla linea Gyeongwon fino alla stazione di Soyosan. Gli espressi continuano fino alla stazione di Yongsan. | I treni locali, che fermano a tutte le stazioni, proseguono sulla linea Gyeongbu e quindi sulla linea Gyeongwon fino alla stazione di Soyosan. Gli espressi continuano fino alla stazione di Yongsan. | I treni locali, che fermano a tutte le stazioni, proseguono sulla linea Gyeongbu e quindi sulla linea Gyeongwon fino alla stazione di Soyosan. Gli espressi continuano fino alla stazione di Yongsan. | I treni locali, che fermano a tutte le stazioni, proseguono sulla linea Gyeongbu e quindi sulla linea Gyeongwon fino alla stazione di Soyosan. Gli espressi continuano fino alla stazione di Yongsan. | I treni locali, che fermano a tutte le stazioni, proseguono sulla linea Gyeongbu e quindi sulla linea Gyeongwon fino alla stazione di Soyosan. Gli espressi continuano fino alla stazione di Yongsan. | I treni locali, che fermano a tutte le stazioni, proseguono sulla linea Gyeongbu e quindi sulla linea Gyeongwon fino alla stazione di Soyosan. Gli espressi continuano fino alla stazione di Yongsan. | I treni locali, che fermano a tutte le stazioni, proseguono sulla linea Gyeongbu e quindi sulla linea Gyeongwon fino alla stazione di Soyosan. Gli espressi continuano fino alla stazione di Yongsan. | I treni locali, che fermano a tutte le stazioni, proseguono sulla linea Gyeongbu e quindi sulla linea Gyeongwon fino alla stazione di Soyosan. Gli espressi continuano fino alla stazione di Yongsan. | I treni locali, che fermano a tutte le stazioni, proseguono sulla linea Gyeongbu e quindi sulla linea Gyeongwon fino alla stazione di Soyosan. Gli espressi continuano fino alla stazione di Yongsan. | I treni locali, che fermano a tutte le stazioni, proseguono sulla linea Gyeongbu e quindi sulla linea Gyeongwon fino alla stazione di Soyosan. Gli espressi continuano fino alla stazione di Yongsan. | I treni locali, che fermano a tutte le stazioni, proseguono sulla linea Gyeongbu e quindi sulla linea Gyeongwon fino alla stazione di Soyosan. Gli espressi continuano fino alla stazione di Yongsan. | I treni locali, che fermano a tutte le stazioni, proseguono sulla linea Gyeongbu e quindi sulla linea Gyeongwon fino alla stazione di Soyosan. Gli espressi continuano fino alla stazione di Yongsan. | I treni locali, che fermano a tutte le stazioni, proseguono sulla linea Gyeongbu e quindi sulla linea Gyeongwon fino alla stazione di Soyosan. Gli espressi continuano fino alla stazione di Yongsan. |
| --- | --- | --- | --- | --- | --- | --- | --- | --- | --- | --- | --- | --- |
| 141 | Guro | 구로역 | 九老驛 | 1.1 | 62.4 | ● | ● | ◎ | Korail: ■ Linea Gyeongbu | Seul | Guro-gu | |
| 142 | Guil | 구일 | 九一 | 1.4 | 63.8 | ● | ↑ | \| | | Seul | Guro-gu | |
| 143 | Gaebong | 개봉 | 開峰 | 1.0 | 64.8 | ● | \| | \| | | Seul | Guro-gu | |
| 144 | Oryu-dong | 오류동 | 梧柳洞 | 1.3 | 66.1 | ● | \| | \| | | Seul | Guro-gu | |
| 145 | Onsu | 온수 | 温水 | 1.9 | 68.0 | ● | \| | \| | ● Linea 7 | Seul | Guro-gu | |
| 146 | Yeokgok | 역곡 | 驛谷 | 1.3 | 69.3 | ● | \| | ● | | Gyeonggi-do Bucheon | Wonbi-gu | |
| 147 | Sosa | 소사 | 素砂 | 1.5 | 70.8 | ● | \| | \| | | Gyeonggi-do Bucheon | Sosa-gu | |
| 148 | Bucheon | 부천 | 富川 | 1.1 | 71.9 | ● | ● | ◎ | ■ Linea Sosa-Wonsi (in progetto) | Gyeonggi-do Bucheon | Sosa-gu | |
| 149 | Jung-dong | 중동 | 中洞 | 1.7 | 73.6 | ● | ↑ | \| | | Gyeonggi-do Bucheon | Sosa-gu | |
| 150 | Songnae | 송내 | 松内 | 1.0 | 74.6 | ● | \| | ● | | Gyeonggi-do Bucheon | Sosa-gu | |
| 151 | Bugae | 부개 | 富開 | 1.2 | 75.8 | ● | \| | \| | | Incheon | Bupyeong-gu | |
| 152 | Bupyeong | 부평 | 富平 | 1.5 | 77.3 | ● | ● | ◎ | ● Linea 1 Incheon | Incheon | Bupyeong-gu | |
| 153 | Baegun | 백운 | 白雲 | 1.7 | 79.0 | ● | ↑ | \| | | Incheon | Bupyeong-gu | |
| 154 | Dongam | 동암 | 銅岩 | 1.5 | 80.5 | ● | \| | ● | | Incheon | Bupyeong-gu | |
| 155 | Ganseok | 간석 | 間石 | 1.2 | 81.7 | ● | \| | \| | | Incheon | Namdong-gu | |
| 156 | Juan | 주안 | 朱安 | 1.2 | 82.9 | ● | ● | ● | | Incheon | Nam-gu | |
| 157 | Dohwa | 도화 | 道禾 | 1.0 | 83.9 | ● | ↑ | \| | | Incheon | Nam-gu | |
| 158 | Jemulpo | 제물포 | 済物浦 | 1.0 | 84.9 | ● | \| | \| | | Incheon | Nam-gu | |
| 159 | Dowon | 도원 | 桃源 | 1.4 | 86.3 | ● | \| | \| | | Incheon | Dong-gu | |
| 160 | Dong-Incheon | 동인천 | 東仁川 | 1.2 | 87.5 | ● | ◎ | ◎ | | Incheon | Jung-gu | |
| 161 | Incheon | 인천 | 仁川 | 1.9 | 89.4 | ◎ | | | Korail: ■ Linea Suin (2014) | Incheon | Jung-gu | |